# Mariama Baba Moussa
Mariama Baba Moussa est une femme politique du Bénin.

## Biographie
Mariama Baba Moussa est une femme politique du Bénin et membre fondatrice du parti Bloc républicain,. A l'issue des élections législatives du 28 avril 2019, elle est élue députée de la huitième circonscription électorale sur la liste du Bloc républicain.